# Gagliano Aterno
Gagliano Aterno är en ort och kommun i provinsen L'Aquila i regionen Abruzzo i Italien. Kommunen hade 252 invånare (2018).